# أمين جولييف
أمين جولييف (بالأذرية: Emin Quliyev)‏ هو سباح أذربيجاني، ولد في 8 أكتوبر 1975.

## روابط خارجية
- أمين جولييف على موقع أوليمبيديا (الإنجليزية)